# Il ciclope (Euripide)
Il ciclope (in greco antico Κύκλωψ / Kýklops) è un dramma satiresco del drammaturgo greco Euripide. È una parodia dell'episodio del ciclope Polifemo, narrato nell'Odissea (libro IX). Non se ne conosce l'anno di prima rappresentazione.

## Trama
Quando Odisseo arriva al paese dei Ciclopi, la Sicilia, incontra Sileno (capo di un gruppo di satiri che sono stati catturati e resi schiavi dal ciclope), e gli offre di scambiare il proprio vino con del cibo. Essendo un servo di Dioniso, Sileno non sa resistere alla tentazione di farsi dare il vino, ma lo scambia con cibo non suo, bensì del ciclope. Quest'ultimo poco dopo arriva, e Sileno per giustificare la mancanza del cibo accusa Odisseo di averlo sottratto di nascosto ed inoltre di averlo preso con la forza: ne nasce una discussione, ma il ciclope, poco interessato alla diatriba, porta Odisseo e alcuni uomini del suo equipaggio nella sua grotta, e divora alcuni di loro. Per liberarsi, Odisseo idea un piano: offrirà il vino al ciclope per farlo ubriacare, e poi lo accecherà con un palo di legno.
Il ciclope e Sileno si ubriacano insieme, tanto che il primo comincia a chiamare il secondo Ganimede (il coppiere degli dei) e lo invita nella sua grotta, probabilmente con qualche intenzione sessuale. A quel punto Odisseo decide di mettere in atto il suo piano. I satiri all'inizio si offrono di dare il proprio aiuto, ma quando arriva il momento si defilano con una serie di scuse assurde. Odisseo allora chiede ai satiri un incitamento per l'impresa che a quel punto compie con i suoi compagni e acceca il ciclope.
Odisseo in precedenza aveva detto al ciclope di chiamarsi Nessuno, così quando il ciclope accecato urla di dolore, e il coro di satiri gli chiede (non per aiutarlo, ma per prenderlo in giro) chi sia stato a ferirlo, la risposta è la famosa "Nessuno mi ha accecato", che scatena la derisione da parte dei satiri. Nel frattempo Odisseo e il suo equipaggio scappano sulla nave.

## Commento

### Il dramma satiresco
Il dramma satiresco era un genere teatrale leggero e comico, in cui il coro era formato da un gruppo di satiri, che venivano presentati nelle più disparate situazioni, spesso ricavate dal mito in chiave parodistica (nel Ciclope essi sono un gruppo di servitori di Polifemo). I satiri si comportavano da spacconi, ingordi, vigliacchi, finendo nei guai. Assai frequente era il tema della schiavitù dei satiri, che si concludeva solitamente con la loro liberazione. I drammi satireschi erano in genere rappresentati alla fine di una trilogia di tragedie, per risollevare l'animo degli spettatori, incupito dagli eventi tragici. Non sappiamo però a quali tragedie fosse collegato Il ciclope. Esso è peraltro l'unico dramma satiresco che conosciamo integralmente. Ne esiste un altro, I cercatori di tracce di Sofocle, di cui ci è rimasta circa la metà del testo. Tutti gli altri sono andati perduti, o comunque ne possediamo solo pochi frammenti.

### La parodia
In linea con il tono parodistico tipico dei drammi satireschi, il ciclope presentato nell'opera è assai diverso dal suo modello, il terribile Polifemo del canto IX dell'Odissea. Quest'ultimo è infatti un essere mostruoso, primitivo, privo di qualsiasi scrupolo morale e a cui è ignota qualsiasi forma di progresso. Persino la sua dieta è composta esclusivamente di latte e formaggio (a meno che non gli capiti di divorare qualche umano), ed ignora persino il vino e il pane.
Il ciclope di Euripide è invece più civilizzato, e pur vivendo ai margini della società non ha nulla di bestiale. Vuole che i satiri gli puliscano bene la grotta e, mentre le sue greggi pascolano nei campi, lui se ne va a caccia non per procurarsi il cibo, ma solo per divertimento. Mangia carne umana, è vero, ma desidera che sia cotta a puntino. Insomma, non rappresenta più la selvaggia bestialità del ciclope dell'Odissea, ma una sua forma più moderna e più cittadina, al punto che i satiri restano, in quest'opera, le uniche creature veramente legate alla natura.